# Calvin Talford
Calvin Ray Talford (* 7. Oktober 1968 in Washington (Virginia)) ist ein ehemaliger US-amerikanischer Basketballspieler.

## Laufbahn
Talford, ein 1,93 Meter großer Flügelspieler, war von 1988 bis 1992 Mitglied der Hochschulmannschaft der East Tennessee State University. Mit 1872 Punkten schloss er die vier Jahre als drittbester Korbschütze in der Geschichte der Universität ab. 1992 gewann er den Dunking-Wettbewerb der NCAA. 2019 wurde Talford, der für seine Sprungkraft, seine Dunkings und seine Treffsicherheit beim Dreipunktwurf bekannt war, in die Ruhmeshalle der Hochschule aufgenommen.
Talford begann seine Laufbahn im Profilager 1992/93 mit einem kurzen Engagement bei den Grand Rapids Hoops in der US-Liga Continental Basketball Association (CBA). Im Jahr 1994 spielte er bei den Hobart Tassie Devils in Australien und erzielte für die Mannschaft in 26 Spielen im Mittel 22 Punkte und 6,0 Rebounds je Begegnung. Er stand bei Vereinen auf den Philippinen und in Venezuela unter Vertrag.
Der US-Amerikaner verstärkte im Spieljahr 1995/96 den italienischen Erstligisten Menestrello Modena (20 Spiele: 21,6 Punkte/Spiel). In der Saison 1996/97 war Talford mit 16,3 Punkten je Begegnung bester Korbschütze des deutschen Bundesligisten Brandt Hagen.
Er wechselte nach Belgien, stand 1997/98 in Löwen unter Vertrag. 1998/99 war Talford Spieler des französischen Zweitligisten Nantes, In der Folge spielte er in Asien in Hongkong und Taiwan sowie im Spieljahr 2000/2001 kurzzeitig beim französischen Zweitligisten Golbey-Epinal und kurzzeitig im selben Land beim Erstligisten Montpellier.
Im Oktober 2019 erlitt er einen Herzanfall.